# デノミナツィオーネ・ディ・オリージネ・プロテッタ

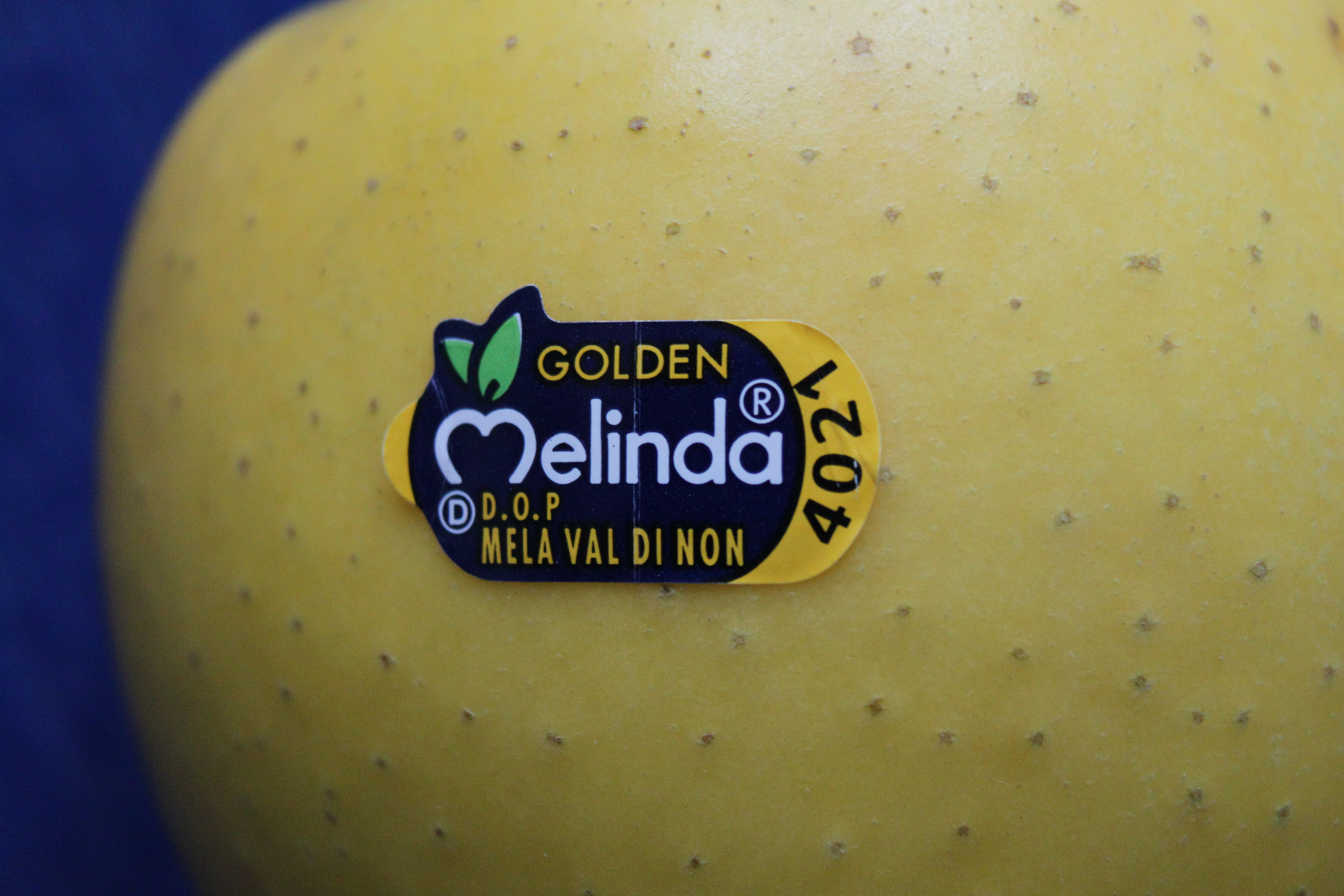
DOP

デノミナツィオーネ・ディ・オリージネ・プロテッタ（伊: Denominazione di Origine Protetta）は、イタリアにおける原産地名称保護制度。
DOP、D.O.P.と略表記される（ディ・オ・ピーと読まれる）。
イタリアワイン、チーズなどの伝統的食材に対し、品質管理と産品保護のため地域を指定した上、基準をみたすものにのみ特定原産地の名称を付して販売することを許可する制度。